# Hibiscus physaloides
Hibiscus physaloides ist eine Pflanzenart aus der Familie der Malvengewächse (Malvaceae).

## Merkmale
Hibiscus physaloides ist eine einjährige, krautige Pflanze, die eine Wuchshöhe von 2 m erreicht. Die Stängel sind mit schwachen Reizhärchen bedeckt. Die Laubblätter sind unterschiedlich drei- bis siebenfach gelappt und auf beiden Seiten mit Sternhaaren bedeckt. Auf der Unterseite nahe der Basis befinden sich unterschiedliche kreideähnliche Fragmente. Die Spitze der Blattspreite ist gespitzt, der Blattrand ist unregelmäßig gezähnt oder gekerbt.
Die einzeln in den Blattachseln stehenden Blüten weisen einen Durchmesser von etwa 9 Zentimeter auf. Der Außenkelch besteht aus sieben bis zehn fadenförmigen 6 bis 10 mm langen Außenkelchblättern. Der Blütenkelch hat eiförmig-elliptische behaarte Zipfel von bis zu 20 mm Länge, die an ihrer Basis 3 bis 6 mm verwachsen sind. Die Blütenkrone ist gelb mit einem dunkel purpurroten Zentrum. Die eiförmigen Kapselfrüchte besitzen eine Länge von etwa 15 mm und einen Durchmesser von etwa 10 mm.

## Vorkommen
Hibiscus physaloides kommt auf den Kapverdischen Inseln, im tropischen Afrika, in Südafrika, auf Madagaskar und auf den Seychellen vor. Die Population von den Seychellen wurde zeitweise als eigenständige Art Hibiscus hornei Baker aufgefasst.

## Lebensraum
Hibiscus physaloides wächst auf trockenen, steinigen Böden in alten Ruderalstellen.

## Verwendung
Hibiscus physaloides ist eine Heilpflanze. Der Aufguss aus den Blättern hilft gegen Ruhr und die Wurzeln sind blutstillend.